# Jošikazu Nagai
Jošikazu Nagai (* 6. duben 1952) je bývalý japonský fotbalista.

## Klubová kariéra
Hrával za Furukawa Electric.

## Reprezentační kariéra
Jošikazu Nagai odehrál za japonský národní tým v letech 1971–1980 celkem 69 reprezentačních utkání.

## Statistiky
| Japonsko | Japonsko | Japonsko |
| Roky     | Záp.     | Góly     |
| -------- | -------- | -------- |
| 1971     | 4        | 1        |
| 1972     | 0        | 0        |
| 1973     | 5        | 0        |
| 1974     | 4        | 1        |
| 1975     | 11       | 1        |
| 1976     | 17       | 2        |
| 1977     | 5        | 0        |
| 1978     | 12       | 1        |
| 1979     | 9        | 3        |
| 1980     | 2        | 0        |
| Celkem   | 69       | 9        |